# Glaucina pygmeolaria
Glaucina pygmeolaria là một loài bướm đêm trong họ Geometridae.